# Spoorlijn Münster - Rheda-Wiedenbrück
De spoorlijn Münster - Rheda-Wiedenbrück is een Duitse enkelsporige  spoorlijn en is als spoorlijn 2013 onder beheer van DB Netze.
Er zijn in 2019 voorstellen ingediend, om deze spoorlijn, waar op veel baanvakken om veiligheidsredenen niet sneller dan 60 of soms zelfs slechts 20 km/h mag worden gereden, te integreren in een S-Bahn-net voor de stad Münster. Tevens moeten dan de talrijke, grotendeels onbewaakte, overwegen in de parallel aan de Bundesstraße 64 lopende lijn worden gesloten, en een algemene technische modernisering worden doorgevoerd. Het is de bedoeling, dat deze plannen uiterlijk in 2025 zullen zijn gerealiseerd.

## Geschiedenis
De lijn werd door de Preußische Staatseisenbahnen in twee delen geopend: 
- Münster - Warendorf: 10 februari 1887
- Warendorf - Rheda: 25 juni 1887

## Treindiensten
Eurobahn verzorgt het personenvervoer op dit traject met RB treinen.
| Serie | Treinsoort              | Route                                       | Bijzonderheden  |
| ----- | ----------------------- | ------------------------------------------- | --------------- |
| RB 67 | Regionalbahn (Eurobahn) | Münster Hbf – Gütersloh Hbf – Bielefeld Hbf | Der Warendorfer |

## Aansluitingen
In de volgende plaatsen is of was er een aansluiting op de volgende spoorlijnen:
Münster (Westf) Hauptbahnhof
DB 2000, spoorlijn tussen Lünen en Münster
DB 2200, spoorlijn tussen Wanne-Eickel en Hamburg
DB 2265, spoorlijn tussen Empel-Rees en Münster
DB 2931, spoorlijn tussen Hamm en Emden
DB 9213, spoorlijn tussen Neubeckum en Münster
Warendorf
DB 9214, spoorlijn tussen Neubeckum en Warendorf
Rheda-Wiedenbrück
DB 1700, spoorlijn tussen Hannover en Hamm
DB 2951, spoorlijn tussen Lippstadt en Rheda-Wiedenbrück
DB 2990, spoorlijn tussen Minden en Hamm